# Campeonato Mundial de Natação em Piscina Curta de 2018 - 4x50 m livre misto
A prova dos 4x50 metros livre misto do Campeonato Mundial de Natação em Piscina Curta de 2018 foi disputado no dia 12 de dezembro de 2018, no Hangzhou Sports Park Stadium, em Hangzhou, na China. 

## Recordes
Antes desta competição, os recordes mundiais e do campeonato nesta prova eram os seguintes:
|                       | Nome                                                                                          | Nacionalidade  | Tempo   | Local     | Data                   |
| --------------------- | --------------------------------------------------------------------------------------------- | -------------- | ------- | --------- | ---------------------- |
| Recorde mundial       | Nyls Korstanje (21.42) Kyle Stolk (20.66) Ranomi Kromowidjojo (23.01) Femke Heemskerk (23.30) | Países Baixos  | 1:28.39 | Copenhaga | 16 de dezembro de 2017 |
| Recorde do campeonato | Josh Schneider (20,94) Matt Grevers (20,75) Madison Kennedy (23,63) Abbey Weitzeil (23,25)    | Estados Unidos | 1:28.57 | Doha      | 6 de dezembro de 2014  |

Os seguintes recordes mundiais ou do campeonato foram estabelecidos durante esta competição: 
| Data           | Evento | Nome                                                                                    | Nacionalidade  | Tempo   | Notas |
| -------------- | ------ | --------------------------------------------------------------------------------------- | -------------- | ------- | ----- |
| 12 de dezembro | Final  | Caeleb Dressel (20.43) Ryan Held (20.60) Mallory Comerford (23.44) Kelsi Dahlia (23.42) | Estados Unidos | 1:27.89 | ,     |

## Medalhistas
| Ouro | Prata | Bronze |
| Estados Unidos · Caeleb Dressel · Ryan Held · Mallory Comerford · Kelsi Dahlia · Michael Andrew* · Michael Chadwick* · Olivia Smoliga* · Madison Kennedy* | Países Baixos · Jesse Puts · Stan Pijnenburg · Ranomi Kromowidjojo · Femke Heemskerk · Kim Busch* · Valerie van Roon* | Rússia · Vladimir Morozov · Evgeny Sedov · Maria Kameneva · Rozaliya Nasretdinova · Evgeny Rylov* · Ivan Kuzmenko* · Arina Surkova* |

*Participaram apenas das eliminatórias, mas também receberam medalhas.

## Resultados

### Eliminatórias
As eliminatórias ocorreram dia 12 de dezembro com um total de 47 nacionalidades. 
| Colocação | Bateria | Raia | Nacionalidade        | Nadadores | Tempo   | Notas |
| --------- | ------- | ---- | -------------------- | --- | ------- | ----- |
| 1         | 5       | 5    | Estados Unidos       | Michael Andrew (21.13) Michael Chadwick (20.66) Olivia Smoliga (23.87) Madison Kennedy (24.14)                        | 1:29.80 | Q     |
| 2         | 4       | 4    | Rússia               | Evgeny Rylov (21.21) Ivan Kuzmenko (20.67) Arina Surkova (24.05) Rozaliya Nasretdinova (24.03)                        | 1:29.96 | Q     |
| 3         | 5       | 3    | Austrália            | Cameron McEvoy (21.10) Cameron Jones (21.06) Holly Barratt (23.85) Emily Seebohm (24.11)                              | 1:30.12 | Q     |
| 4         | 3       | 5    | Japão                | Kosuke Matsui (21.20) Katsumi Nakamura (21.05) Aya Sato (24.00) Runa Imai (24.07)                                     | 1:30.32 | Q     |
| 5         | 5       | 4    | Países Baixos        | Jesse Puts (21.42) Stan Pijnenburg (21.23) Kim Busch (23.85) Valerie van Roon (24.06)                                 | 1:30.56 | Q     |
| 6         | 5       | 0    | Brasil               | Marcelo Chierighini (21.64) Matheus Santana (21.42) Larissa Oliveira (24.25) Etiene Medeiros (23.47)                  | 1:30.78 | Q     |
| 7         | 4       | 9    | Finlândia            | Andrei Tuomola (22.10) Ari-Pekka Liukkonen (20.91) Jenna Laukkanen (24.34) Mimosa Jallow (24.16)                      | 1:31.51 | Q     |
| 8         | 3       | 4    | Itália               | Santo Condorelli (21.30) Andrea Vergani (20.98) Elena Di Liddo (24.58) Federica Pellegrini (25.02)                    | 1:31.88 | Q     |
| 9         | 4       | 3    | Bielorrússia         | Artsiom Machekin (21.73) Viktar Staselovich (21.33) Anastasiya Shkurdai (24.52) Nastassia Karakouskaya (24.34)        | 1:31.92 |       |
| 10        | 2       | 6    | Alemanha             | Damian Wierling (21.75) Marius Kusch (21.49) Jessica Steiger (24.26) Annika Bruhn (24.84)                             | 1:32.34 |       |
| 11        | 4       | 5    | China                | Hou Yujie (22.23) Cao Jiwen (22.11) Wu Yue (23.76) Yang Junxuan (24.71)                                               | 1:32.81 |       |
| 12        | 5       | 6    | Turquia              | Hüseyin Emre Sakçı (21.54) Kemal Arda Gürdal (21.35) Selen Özbilen (25.03) Ekaterina Avramova (25.00)                 | 1:32.92 |       |
| 13        | 4       | 6    | África do Sul        | Douglas Erasmus (21.87) Brad Tandy (20.98) Erin Gallagher (24.50) Rebecca Meder (25.86)                               | 1:33.21 |       |
| 14        | 2       | 5    | Nova Zelândia        | Daniel Hunter (21.95) Wilrich Coetzee (22.08) Rebecca Moynihan (25.04) Paige Flynn (25.07)                            | 1:34.14 |       |
| 15        | 3       | 3    | Hong Kong            | Kenneth To (21.64) Stephanie Au (24.99) Sze Hang Yu (25.05) Cheuk Ming Ho (22.99)                                     | 1:34.67 |       |
| 16        | 3       | 6    | Taipé Chinesa        | Wu Chun-feng (22.09) Lin Chien-liang (22.11) Huang Mei-chien (25.16) Lin Pei-wun (25.50)                              | 1:34.86 |       |
| 17        | 3       | 9    | Bósnia e Herzegovina | Nikola Bjelajac (22.68) Adi Mešetović (21.91) Amina Kajtaz (26.15) Lamija Medošević (25.42)                           | 1:36.16 |       |
| 18        | 1       | 2    | Eslováquia           | Ádám Halás (22.77) Marek Botík (23.26) Barbora Mikuskova (25.41) Karolina Hájková (24.78)                             | 1:36.22 |       |
| 19        | 1       | 5    | Letônia              | Ģirts Feldbergs (22.68) Daniils Bobrovs (23.65) Ieva Maļuka (25.67) Gabriela Ņikitina (24.71)                         | 1:36.71 |       |
| 20        | 2       | 1    | Coreia do Sul        | Kang Ji-seok (23.15) Lee Ju-ho (23.61) Ko Miso (25.67) Park Ye-rin (25.98)                                            | 1:38.41 |       |
| 21        | 2       | 0    | Ilhas Maurícias      | Bradley Vincent (22.01) Mathieu Marquet (23.81) Elodie Poo-cheong (26.70) Camille Koenig (27.26)                      | 1:39.78 |       |
| 22        | 4       | 2    | Armênia              | Vladimir Mamikonyan (23.62) Ani Poghosyan (27.56) Artur Barseghyan (22.38) Varsenik Manucharyan (27.17)               | 1:40.73 |       |
| 23        | 3       | 2    | Seicheles            | Dean Hoffman (23.88) Felicity Passon (26.05) Therese Soukup (27.44) Samuele Rossi (23.67)                             | 1:41.04 |       |
| 24        | 3       | 1    | Andorra              | Bernat Lomero (24.29) Patrick Pelegrina Cuén (23.81) Mónica Ramírez (26.90) Nàdia Tudó Cubells (26.81)                | 1:41.81 |       |
| 25        | 5       | 8    | Moldávia             | Dan Siminel (23.67) Nichita Bortnicov (24.68) Tatiana Chișca (27.22) Tatiana Salcuțan (26.30)                         | 1:41.87 |       |
| 26        | 5       | 9    | Macau                | Chao Man Hou (23.37) Lin Sizhuang (23.39) Tan Chi Yan (27.79) Cheang Weng Lam (27.61)                                 | 1:42.16 |       |
| 27        | 5       | 2    | Singapura            | Malcolm Low (24.27) Ardi Zulhilmi Mohamed Azman (25.12) Rachel Tseng (26.33) Nicholle Toh (26.78)                     | 1:42.50 |       |
| 28        | 1       | 1    | Panamá               | Isaac Beitia (23.08) Nimia Murua (27.26) María Castillo (28.32) Édgar Crespo (24.24)                                  | 1:42.90 |       |
| 28        | 3       | 8    | Mongólia             | Delgerkhuu Myagmar (24.34) Enkhkhuslen Batbayar (26.69) Enkhzul Khuyagbaatar (27.81) Zandanbal Gunsennorov (24.06)    | 1:42.90 |       |
| 30        | 2       | 9    | Nicarágua            | María Hernández (27.12) Eisner Barberena (23.85) Karla Abarca (27.54) Kener Torrez (24.64)                            | 1:43.15 |       |
| 31        | 5       | 1    | Costa Rica           | Beatriz Padrón (26.52) Daniela Alfaro (28.21) Arnoldo Herrera (24.38) Bryan Alvaréz (24.34)                           | 1:43.45 |       |
| 32        | 1       | 7    | Antígua e Barbuda    | Stefano Mitchell (23.39) Olivia Fuller (27.98) Bianca Mitchell (28.82) Noah Mascoll-Gomes (23.34)                     | 1:43.53 |       |
| 33        | 3       | 7    | Jordânia             | Mohammed Bedour (23.28) Amro Al-Wir (24.69) Lara Aklouk (29.31) Leedia Alsafadi (27.89)                               | 1:45.17 |       |
| 34        | 5       | 7    | Moçambique           | Ludovico Corsini (25.04) Jannat Bique (28.74) Alicia Mateus (29.14) Igor Mogne (24.20)                                | 1:47.12 |       |
| 35        | 2       | 2    | Madagáscar           | Heriniavo Rasolonjatovo (24.67) Lalanomena Andrianirina (25.20) Tiana Rabarijaona (28.52) Samantha Rakotovelo (29.89) | 1:48.28 |       |
| 36        | 4       | 8    | Papua-Nova Guiné     | Leonard Kalate (24.43) Josh Tarere (24.83) Georgia-Leigh Vele (28.32) Rehema Kalate (30.82)                           | 1:48.40 |       |
| 37        | 2       | 7    | Tonga                | Charissa Panuve (30.17) Finau Ohuafi (25.48) Noelani Day (29.40) Amini Fonua (23.37)                                  | 1:48.42 |       |
| 38        | 2       | 8    | Guam                 | Benjamin Schulte (23.62) Amanda Joy Poppe (31.01) Mineri Kurotori Gomez (29.53) James Hendrix (24.92)                 | 1:49.08 |       |
| 39        | 1       | 6    | Turcas e Caicos      | Arleigha Hall (27.37) Jack Parlee (27.48) Alex Maclaren (31.49) Luke Haywood (25.77)                                  | 1:52.11 |       |
| 40        | 2       | 4    | Tajiquistão          | Olimjon Ishanov (25.85) Karina Klimyk (32.00) Fakhriddin Madkamov (27.29) Anastasiya Tyurina (29.39)                  | 1:54.53 |       |
| 41        | 4       | 1    | Maldivas             | Aishath Sausan (31.25) Mubal Azzam Ibrahim (27.35) Hamna Ahmed (32.35) Imaan Ali (26.75)                              | 1:57.70 |       |
| 42        | 1       | 3    | Serra Leoa           | | DNS     |       |
| 42        | 1       | 4    | Quênia               | Ridhwan Mohamed Rebecca Kamau Imara-Bella Thorpe Danilo Rosafio                                                       | DNS     |       |
| 42        | 2       | 3    | Venezuela            | | DNS     |       |
| 42        | 4       | 0    | Benim                | | DNS     |       |
| 42        | 4       | 7    | Senegal              | | DNS     |       |
| 48        | 3       | 0    | Suíça                | Manuel Leuthard (22.74) Ivo Staub Alexandra Touretski Svenja Stoffel                                                  | DNS     |       |

### Final
A final foi realizada em 12 de dezembro. 
| Colocação         | Raia | Nacionalidade  | Nadadores                                                                                          | Tempo   | Notas           |
| ----------------- | ---- | -------------- | -------------------------------------------------------------------------------------------------- | ------- | --------------- |
| Medalha de ouro   | 4    | Estados Unidos | Caeleb Dressel (20.43) Ryan Held (20.60) Mallory Comerford (23.44) Kelsi Dahlia (23.42)            | 1:27.89 | Recorde mundial |
| Medalha de prata  | 2    | Países Baixos  | Jesse Puts (21.17) Stan Pijnenburg (21.18) Ranomi Kromowidjojo (23.09) Femke Heemskerk (23.07)     | 1:28.51 |                 |
| Medalha de bronze | 5    | Rússia         | Vladimir Morozov (20.75) Evgeny Sedov (20.66) Maria Kameneva (23.66) Rozaliya Nasretdinova (23.66) | 1:28.73 |                 |
| 4                 | 6    | Japão          | Katsumi Nakamura (21.03) Kosuke Matsui (20.90) Aya Sato (23.62) Runa Imai (23.96)                  | 1:29.51 |                 |
| 5                 | 7    | Brasil         | Matheus Santana (21.35) César Cielo (20.80) Larissa Oliveira (24.45) Etiene Medeiros (23.31)       | 1:29.91 |                 |
| 6                 | 3    | Austrália      | Cameron McEvoy (21.04) Cameron Jones (21.11) Holly Barratt (23.90) Emily Seebohm (24.04)           | 1:30.09 |                 |
| 7                 | 8    | Itália         | Santo Condorelli (21.09) Andrea Vergani (21.06) Federica Pellegrini (24.70) Elena Di Liddo (24.11) | 1:30.96 |                 |
| 8                 | 1    | Finlândia      | Andrei Tuomola (22.26) Ari-Pekka Liukkonen (20.84) Jenna Laukkanen (24.06) Mimosa Jallow (24.07)   | 1:31.23 |                 |

Legenda
| Recorde mundial       | Recorde mundial (World record)               |                       | Recorde africano                      | Recorde africano (African) |                                           | Q | Classificado por posição (Qualified) |
| Recorde do campeonato | Recorde do campeonato (Championship record)  | Recorde da América    | Recorde da América (Americas)         | q                          | Classificado por melhor tempo (Qualified) |   |                                      |
| Melhor marca do ano   | Melhor marca do ano (World leading)          | Recorde asiático      | Recorde asiático (Asian)              | DNS                        | Não largou (Did not start)                |   |                                      |
| Recorde nacional      | Recorde nacional (National record)           | Recorde europeu       | Recorde europeu (European)            | DNF                        | Não terminou (Did not finish)             |   |                                      |
| Recorde pessoal       | Recorde pessoal do atleta (Personal best)    | Recorde da Oceania    | Recorde da Oceania (Oceania)          | DSQ / DQ                   | Desclassificado (Disqualified)            |   |                                      |
| Recorde da temporada  | Recorde da temporada do atleta (Season best) | Recorde sul-americano | Recorde sul-americano (South America) | NM                         | Sem marca (No mark)                       |   |                                      |